# 그리스의 코로나19 범유행
다음은 그리스에서의 코로나19 범유행에 관한 설명이다.

## 경과
2월 26일, 북부 이탈리아를 방문했던 테살로니키 출신 38세 여성은 양성 검사를 받고 AHEPA 대학 병원에 입원했다. 그녀의 가족과 접촉한 사람들은 자가격리되었다. 2월 27일, 첫 번째 환자의 9살 딸은 양성 판정을 받고 어머니와 같은 병원에 입원했다.
2월 27일, 이탈리아를 여행했던 40세 여성도 양성 판정을 받았으며 아티콘 대학 종합 병원에 입원했다.
그리스에서 두 번째 및 세 번째 사례가 확인된 후 첫 번째 환자의 딸이 학교에 다니는 테살로니키 105번째 초등학교는 14일 동안 문을 닫았다. 바실리스 키킬리아스 보건부 장관은 모든 카니발 행사가 그리스 전역에서 취소한다고 발표했다.
2월 28일, 최근 이탈리아로 여행했던 아테네 출신 36세 여성이 양성 판정을 받고 아티콘 대학 종합 병원에 입원하여 네 번째 사례가 되었다.
2월 29일, 그리스에서 첫 번째 확진자의 친구인 38세 여성이 양성 판정을 받고 AHEPA 대학 병원에 입원했다. 같은 날, 소티리아 종합 병원 아테네에서 2 건이 더 확인되었다.
3월 8일, 5번째로 확진자의 밀접 접촉자인 50대 남성이 테살로니키 병원의 독방에 머물다 양성 판정을 받았다. 같은 날, 이스라엘과 이집트를 여행한 한 남자가 감염에 확인되어 파트라에 있는 참조 병원에 입원했다.
3월 5일, 22명이 양성 판정을 받아 현재 31건이 되었다.

## 같이 보기
- 유럽의 코로나19 범유행